# Jaca (desenhista)
Paulo Carvalho Jr. (Porto Alegre, 1957), mais conhecido como Jaca, é um quadrinista brasileiro. Começou sua carreira em 1978, publicando suas ilustrações nos jornais gaúchos Folha da Tarde, Diário do Sul e Zero Hora, passando em pouco tempo a aparecer em outros jornais e revistas do país, como O Estado de S. Paulo, Playboy, Veja, entre outros. Colaborou com as revistas de quadrinhos Dumdum, Animal, Big Bang Bang, Flag e outras. Em 1991, Jaca ganhou o Troféu HQ Mix na categoria "desenhista revelação". Atualmente, Jaca se dedica à pintura, participando de diversas exposições coletivas e individuais.